# Église catholique en Hongrie
L'Église catholique en Hongrie (latin : Ecclesia Catholica Hungariae), parfois nommée improprement Église catholique hongroise (hongrois : Magyar katolikus egyház), est la première confession en Hongrie, avec 54,5 % de la population selon le recensement de 2001, dont 2,6 % catholiques de rite byzantin. L'Église catholique est une union d'églises locales, ou diocèses, en étroite communion avec le pape. Le catholicisme en Hongrie n'est donc pas organisé comme une église nationale soumise à une juridiction nationale, mais un groupe de diocèses au sein de l'« Église universelle ». Il existe une instance de concertation entre les évêques des différents diocèses hongrois : la conférence des évêques catholiques de Hongrie présidée par Péter Erdő.

## Organisation ecclésiastique territoriale

Diocèses de rite romain et les diocèses de rite byzantin

### Province ecclésiastiques d'Esztergom-Budapest
- Primatie de Hongrie : Archidiocèse métropolitain d'Esztergom-Budapest
  - Diocèse de Györ
  - Diocèse de Székesfehérvár

### Province ecclésiastique d'Eger
- Archidiocèse métropolitain d'Eger
  - Diocèse de Debrecen-Nyíregyháza
  - Diocèse de Vác

### Province ecclésiastique de Kalocsa-Kecskemét
- Archidiocèse de Kalocsa-Kecskemét
  - Diocèse de Pécs
  - Diocèse de Szeged-Csanád

### Province ecclésiastique de Veszprém
- Archidiocèse de Veszprém
  - Diocèse de Kaposvár
  - Diocèse de Szombathely

### Juridictions indépendantes
L'Église grecque-catholique hongroise sui iuris de statut métropolitain  :
- Archéparchie métropolitaine de Hajdúdorog
  - Éparchie de Miskolc
  - Éparchie de Nyíregyháza

- Abbaye territoriale de Pannonhalma
- Ordinariat militaire de Hongrie

## Galerie

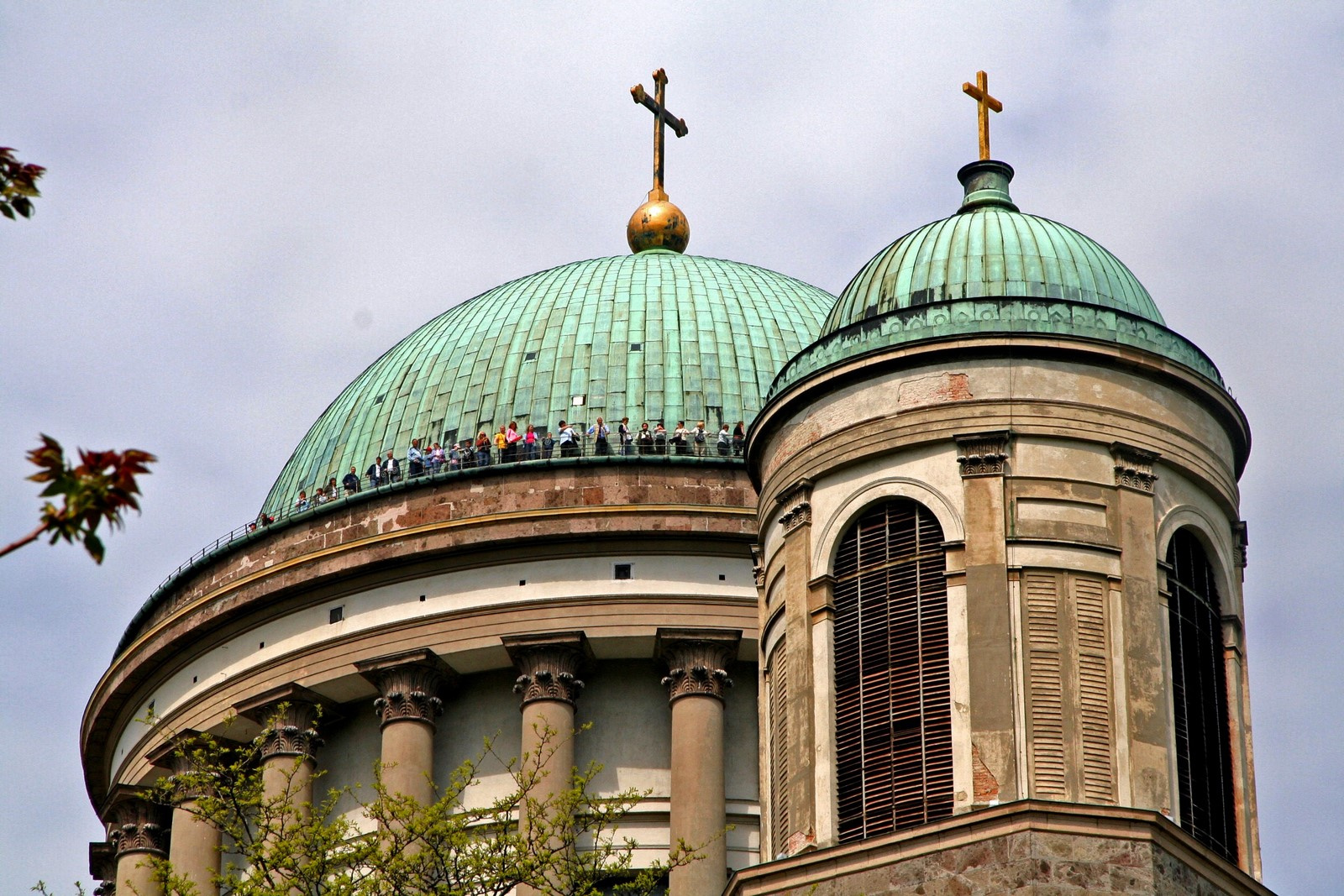
Cathédrale Saint-Adalbert d'Esztergom
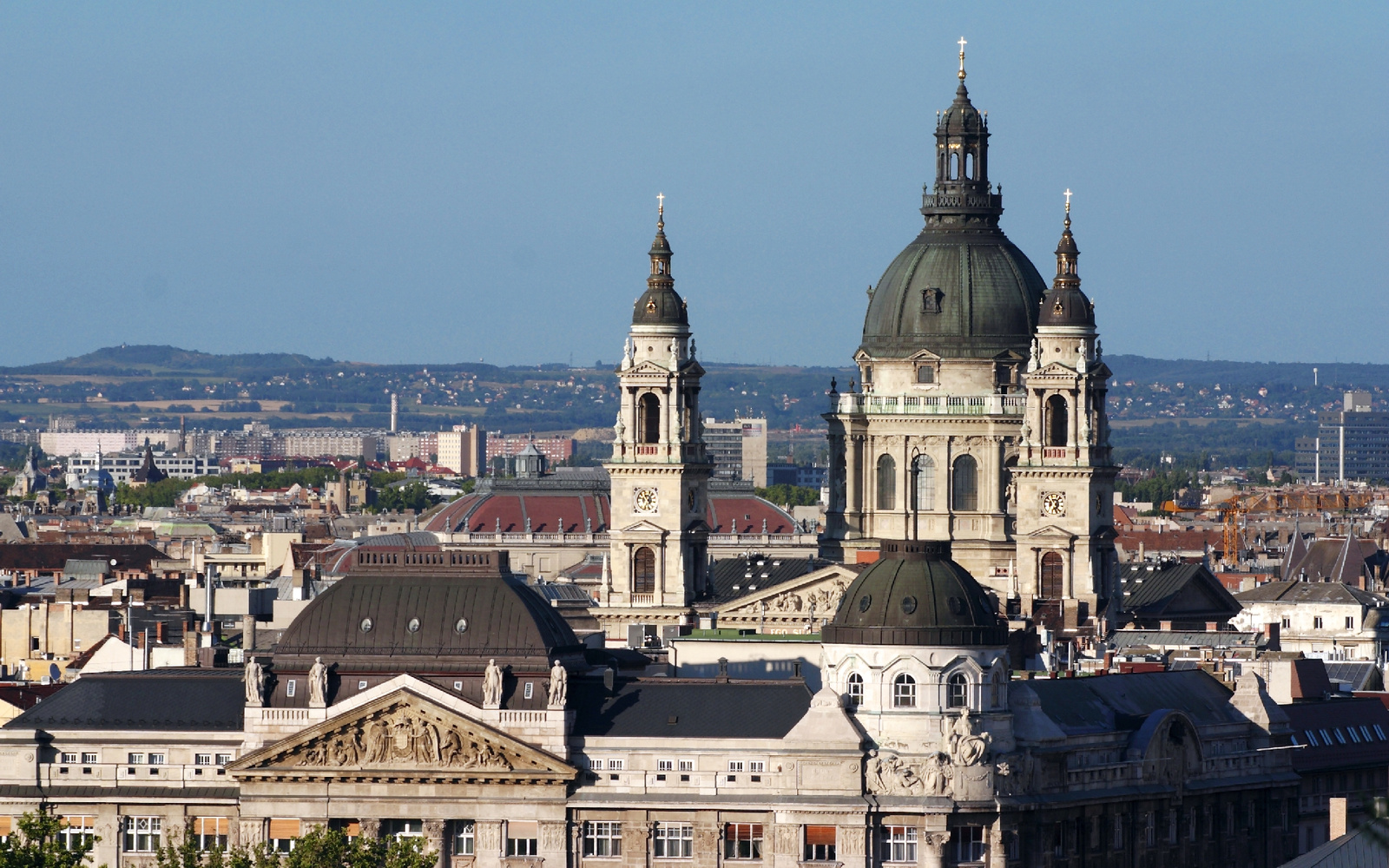
Basilique Saint-Étienne de Pest
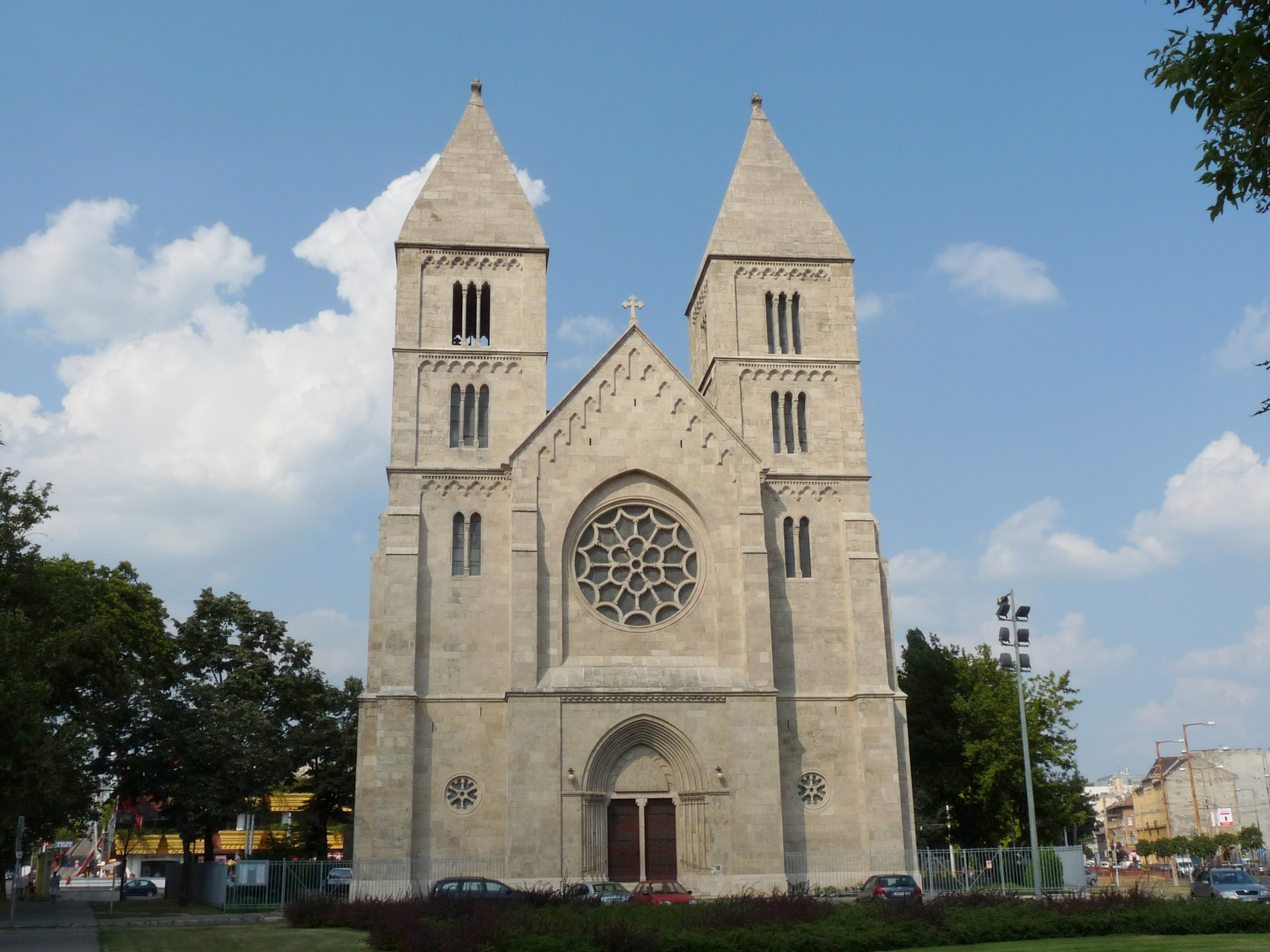
Église paroissiale Sainte-Marguerite de la maison Árpád
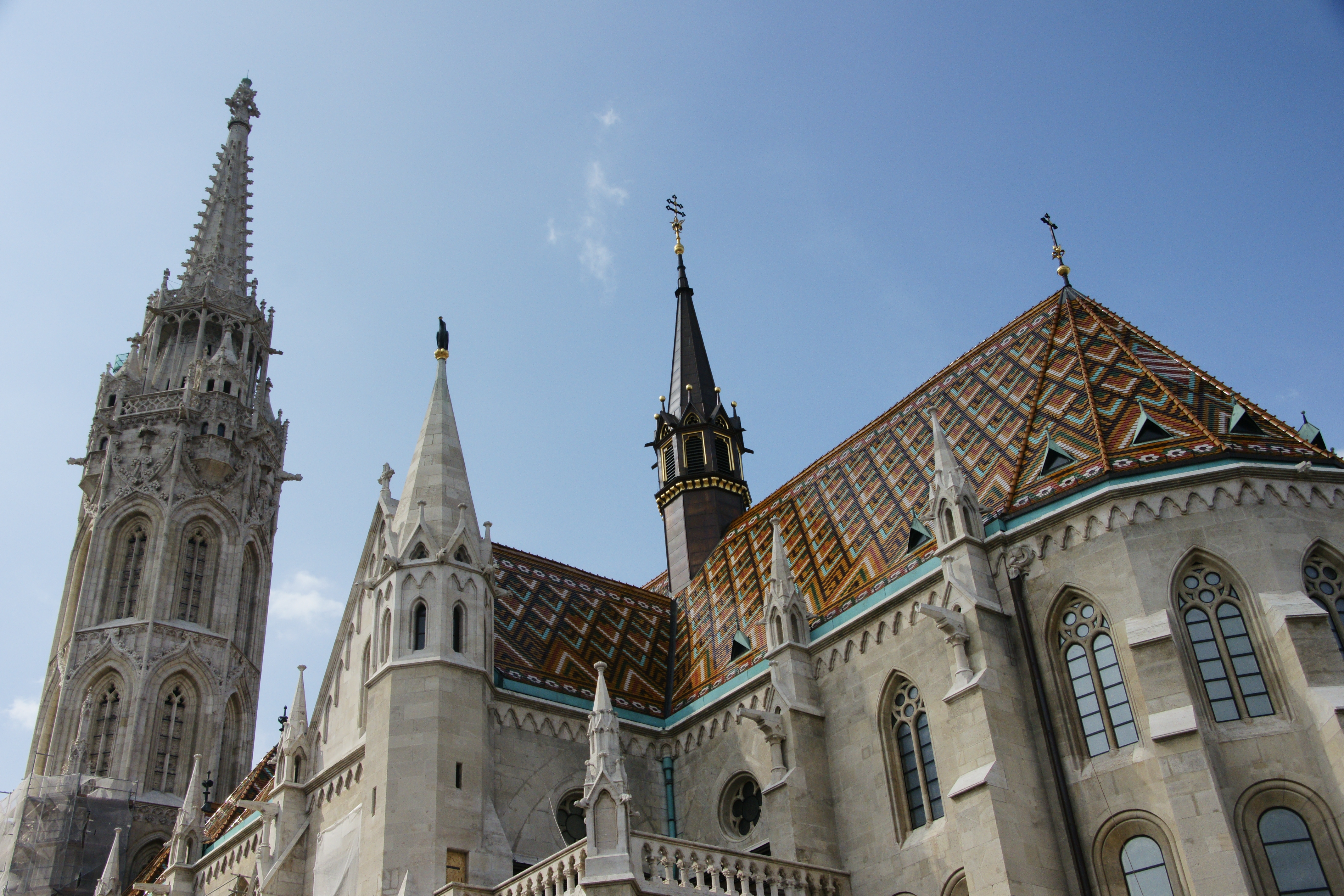
Église Notre-Dame-de-l'Assomption de Budavár
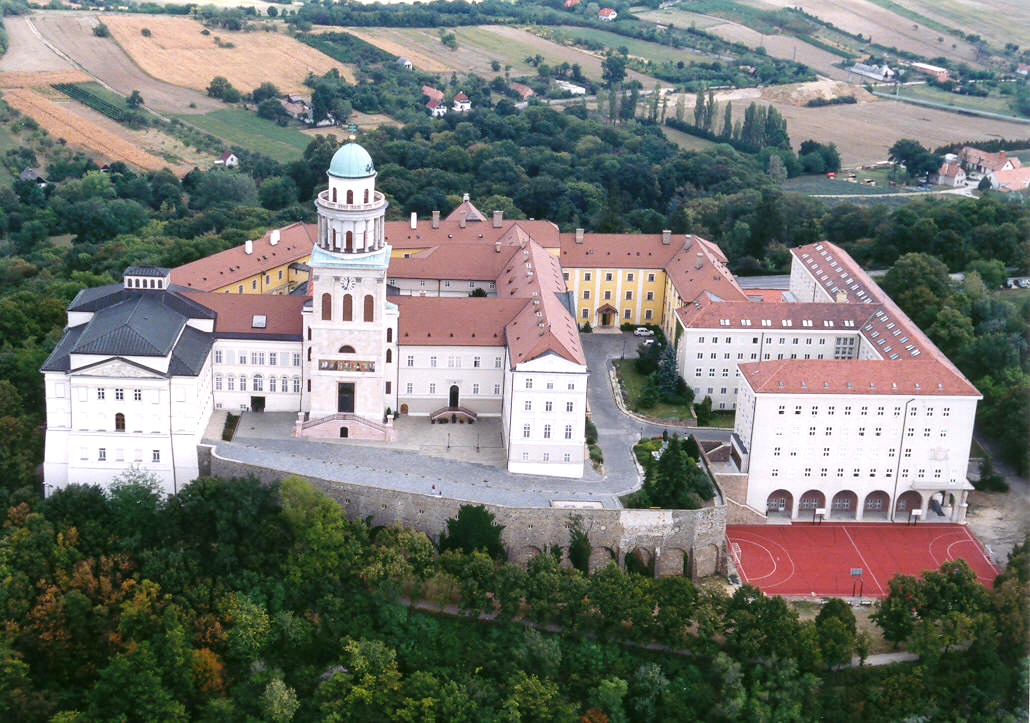
Abbaye territoriale de Pannonhalma
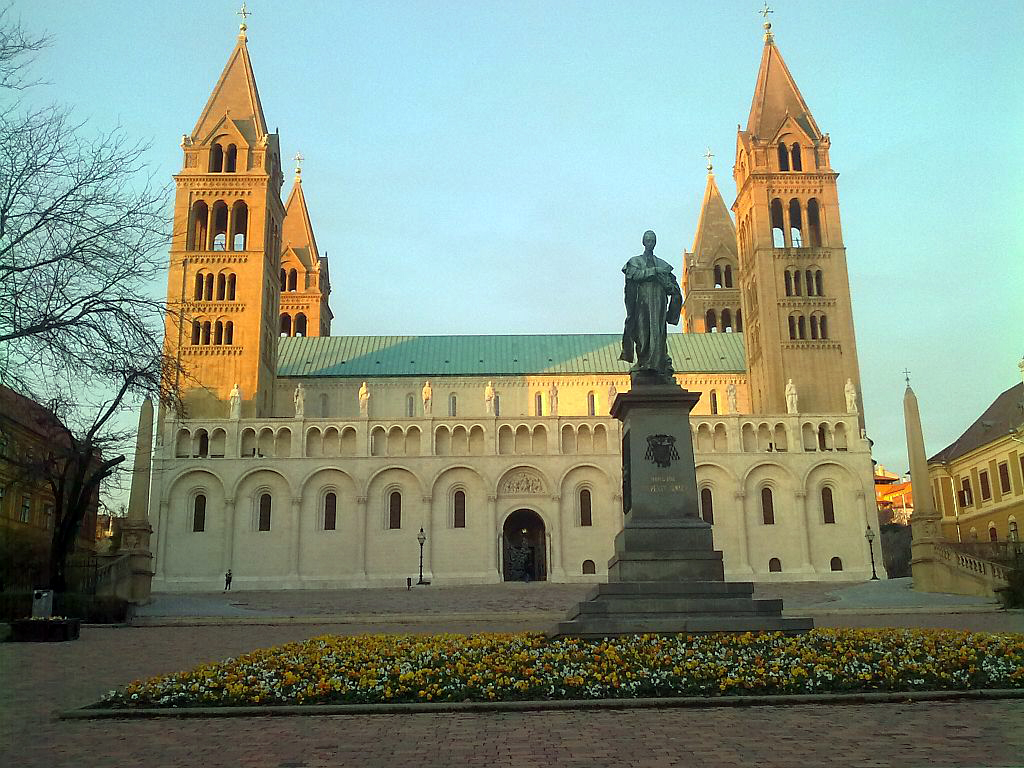
Cathédrale de Pécs
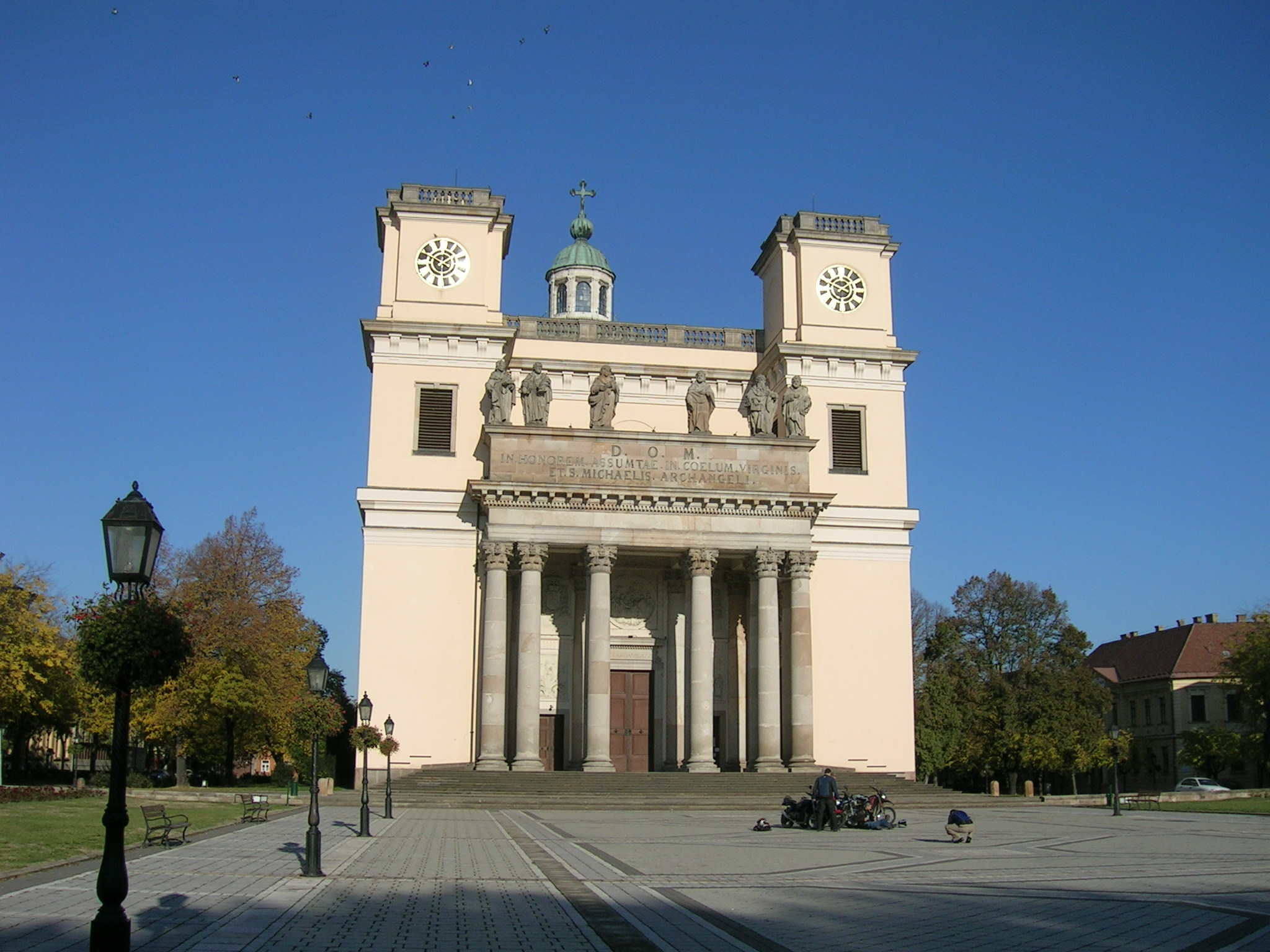
Cathédrale de Vác
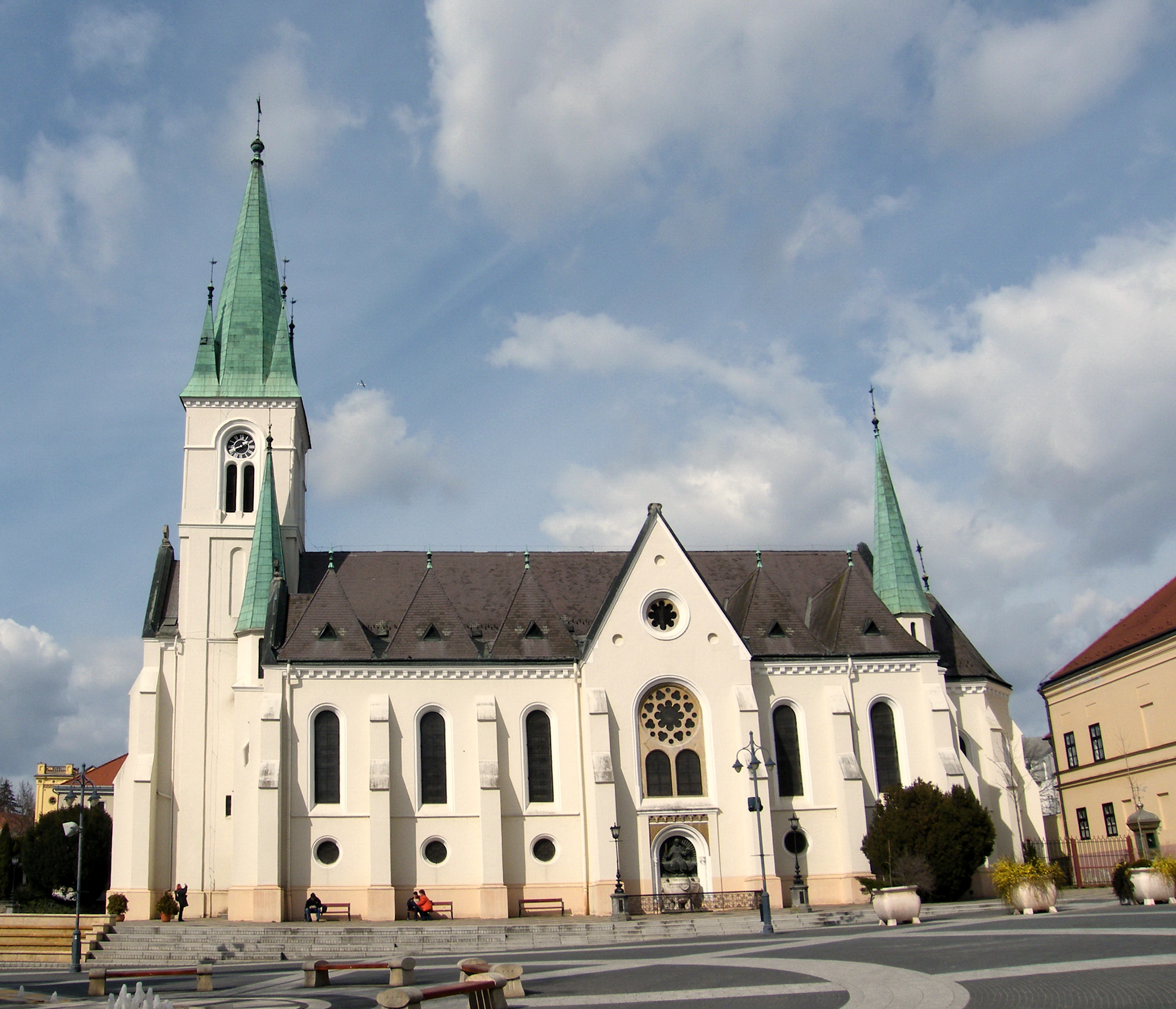
Cathédrale de Kaposvár
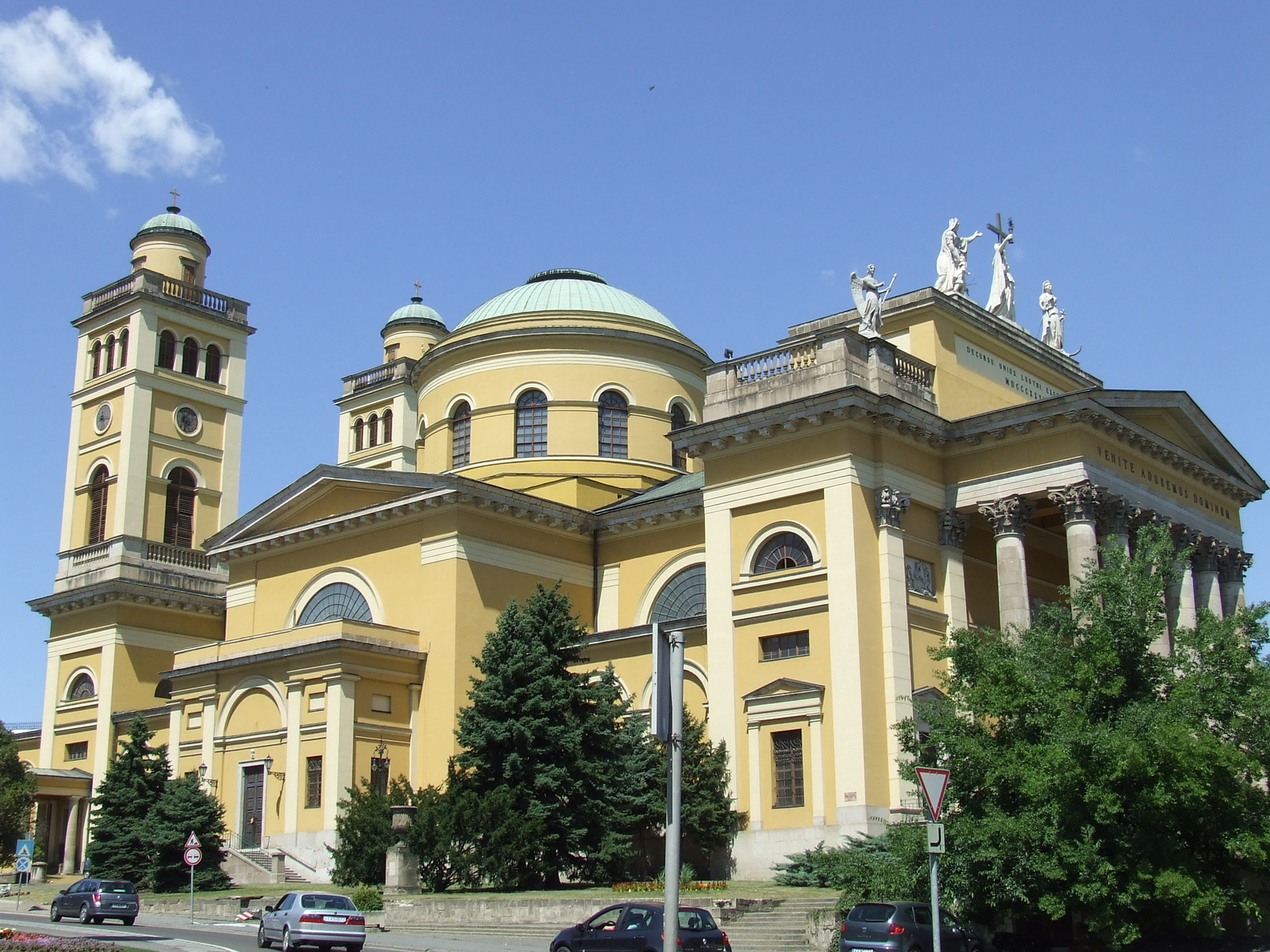
Basilique d'Eger
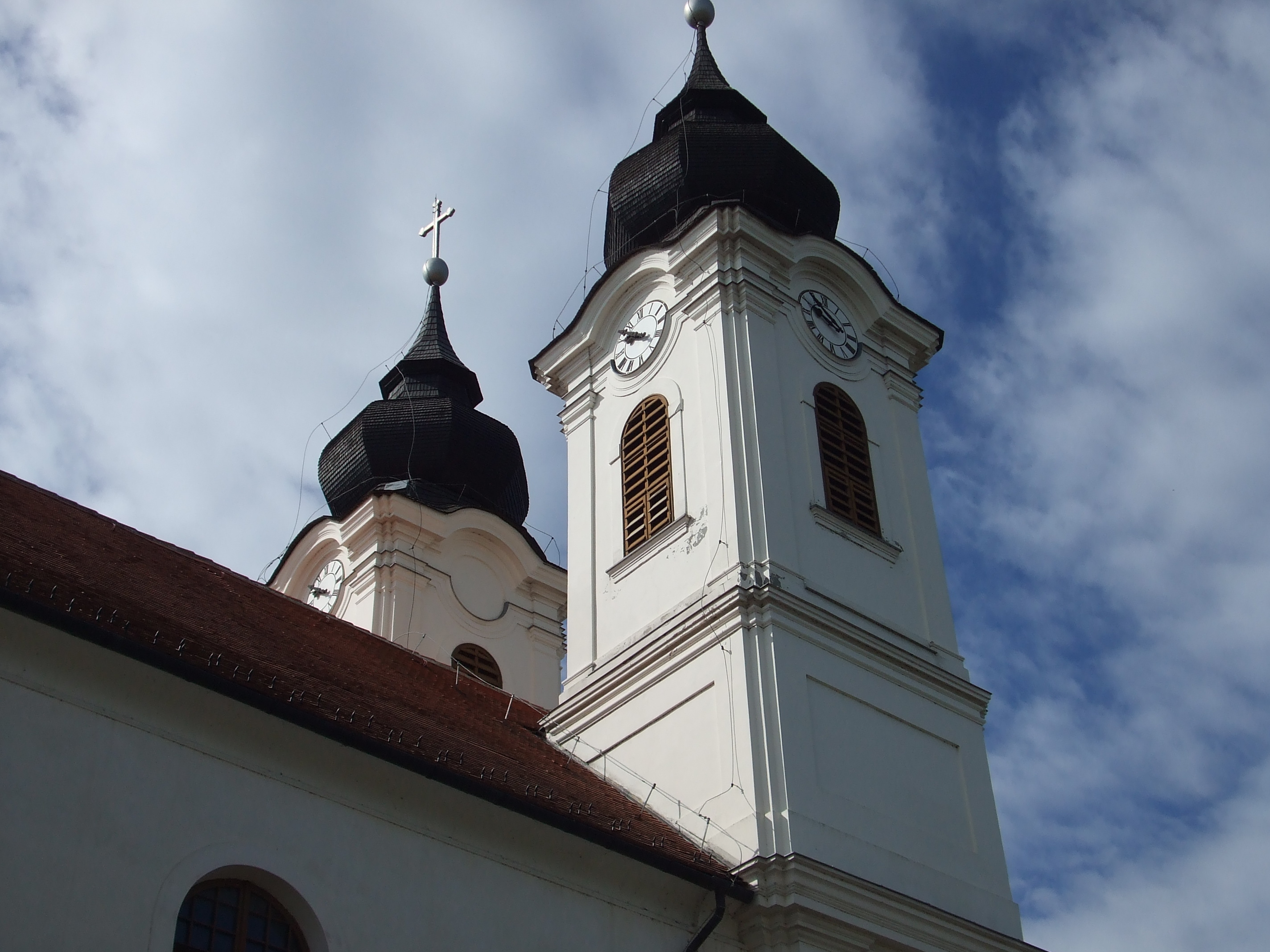
Abbaye de Tihany
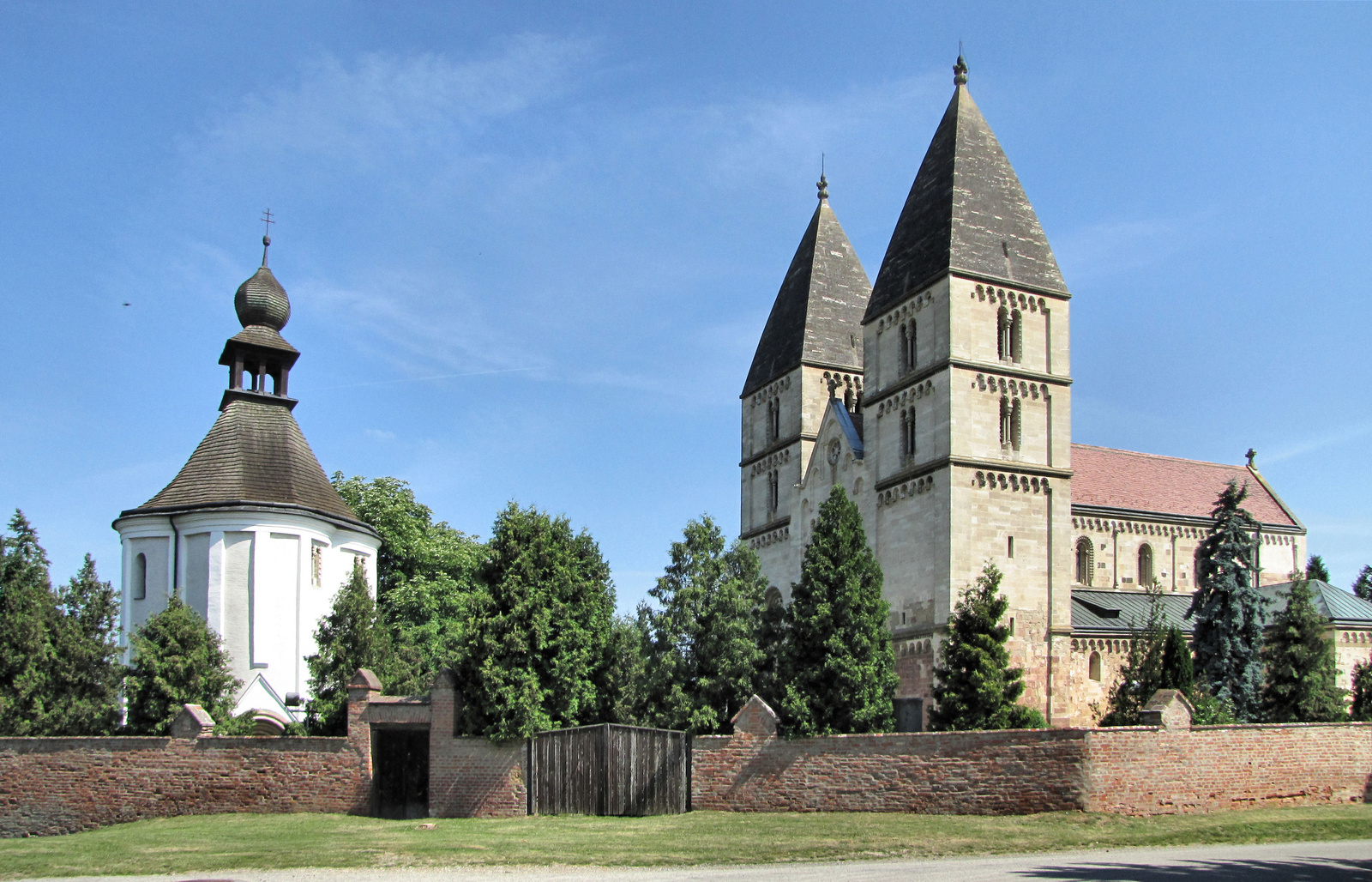
Église abbatiale Saint-Georges, à Ják
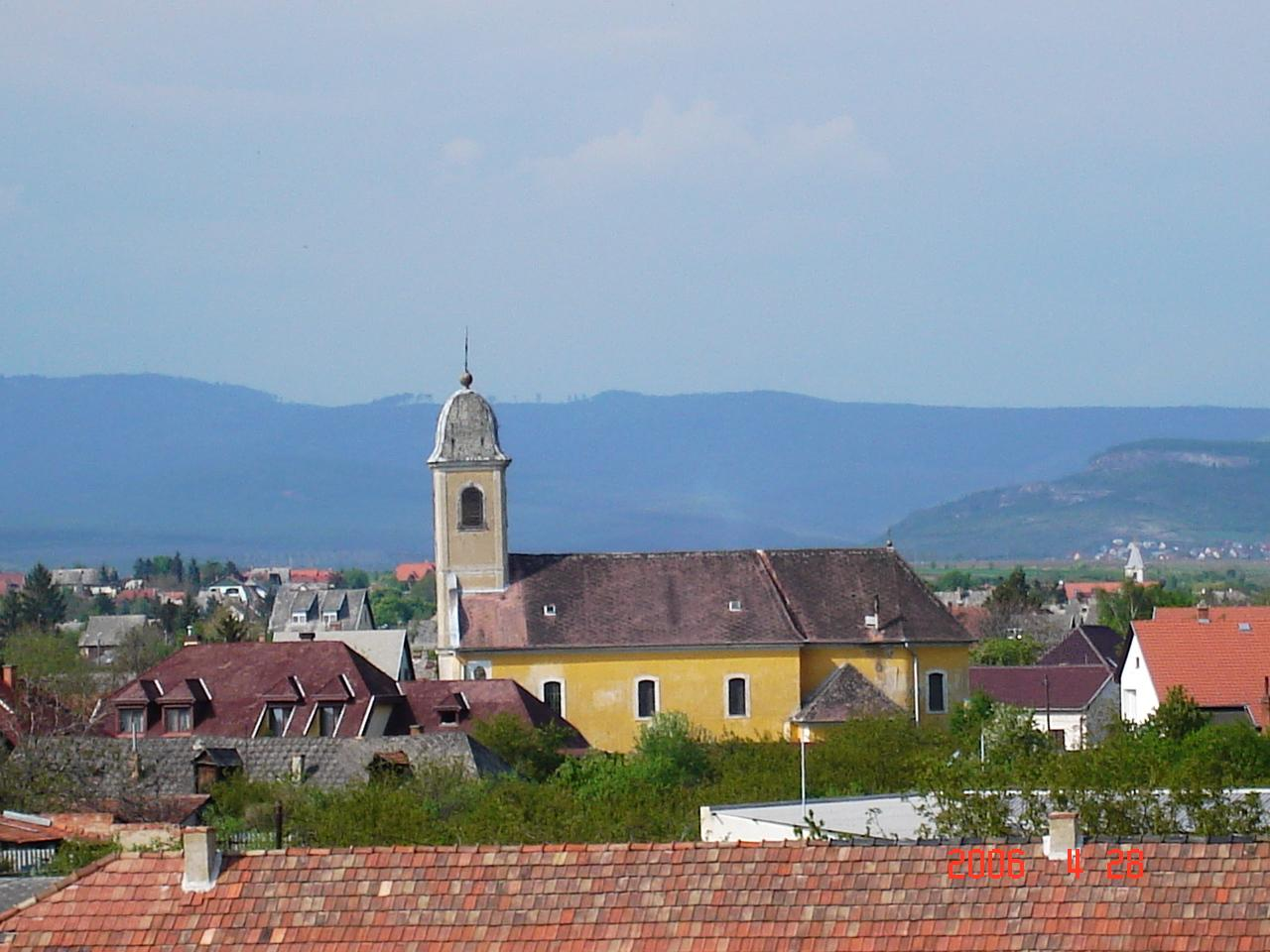
Église à Gyöngyöspüspök
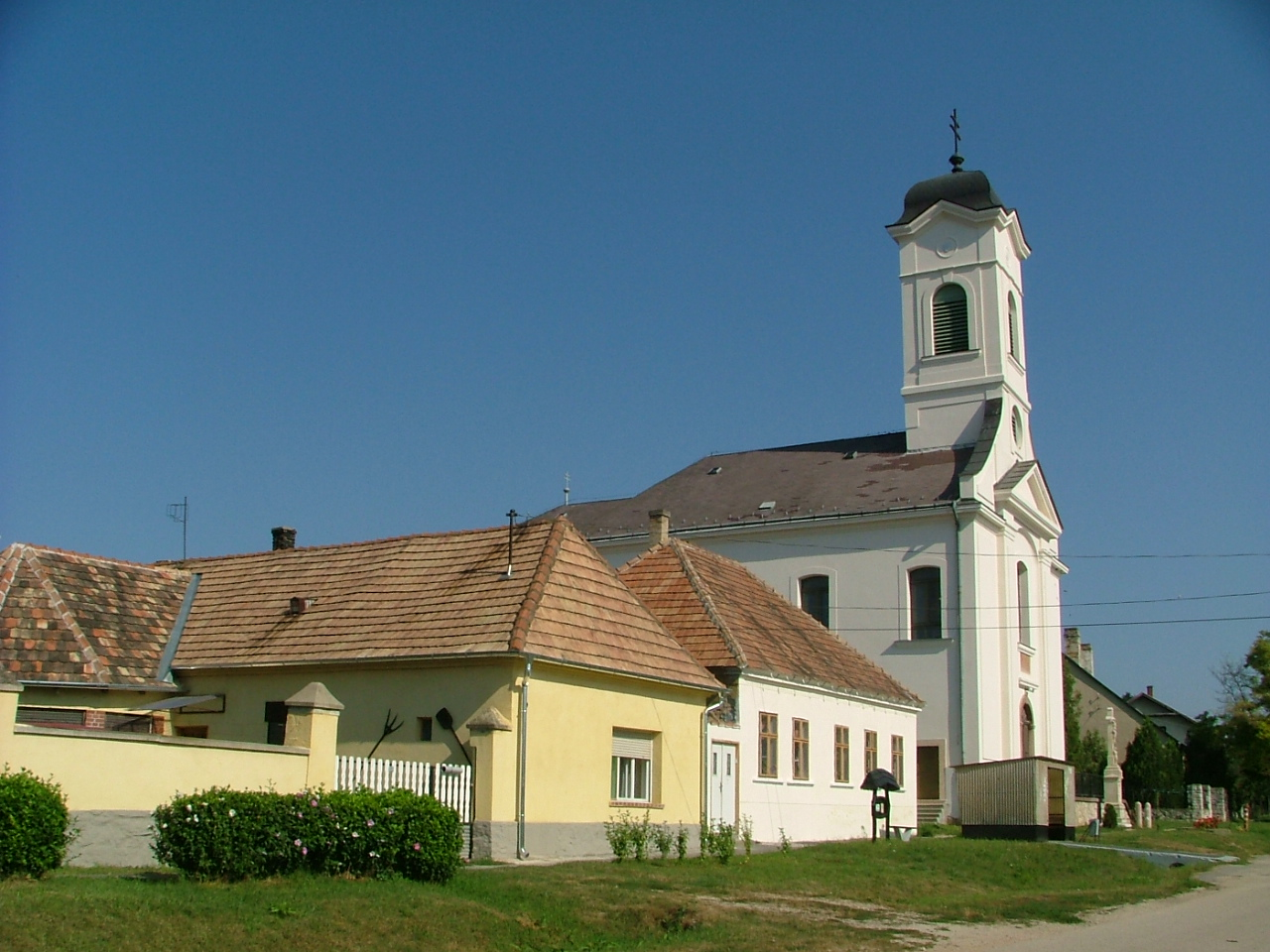
Église à Bakonypéterd
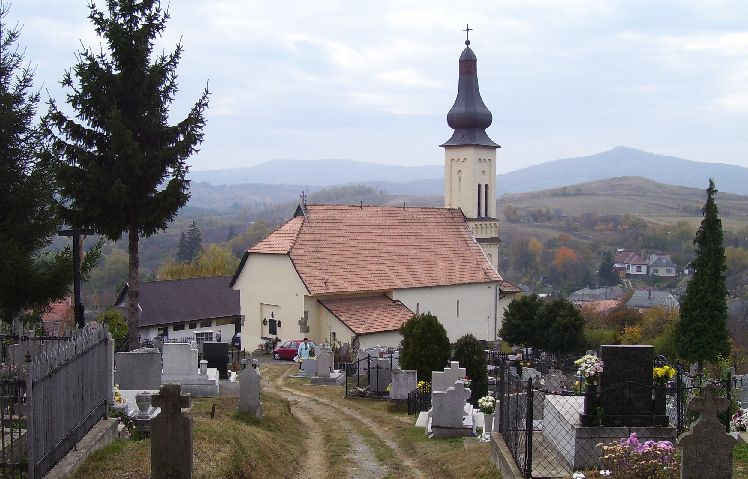
Église à Zagyvarona
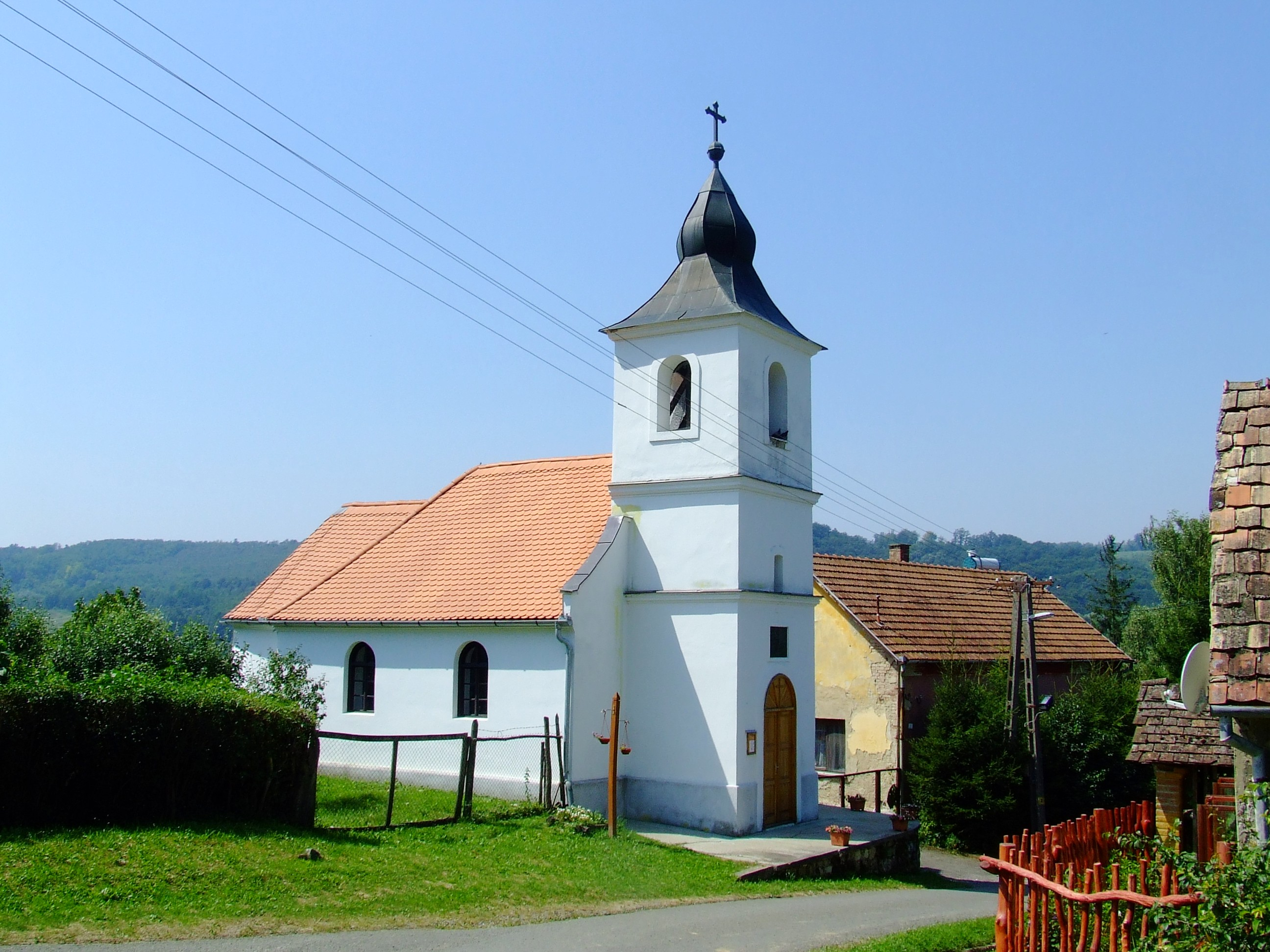
Église à Husztót
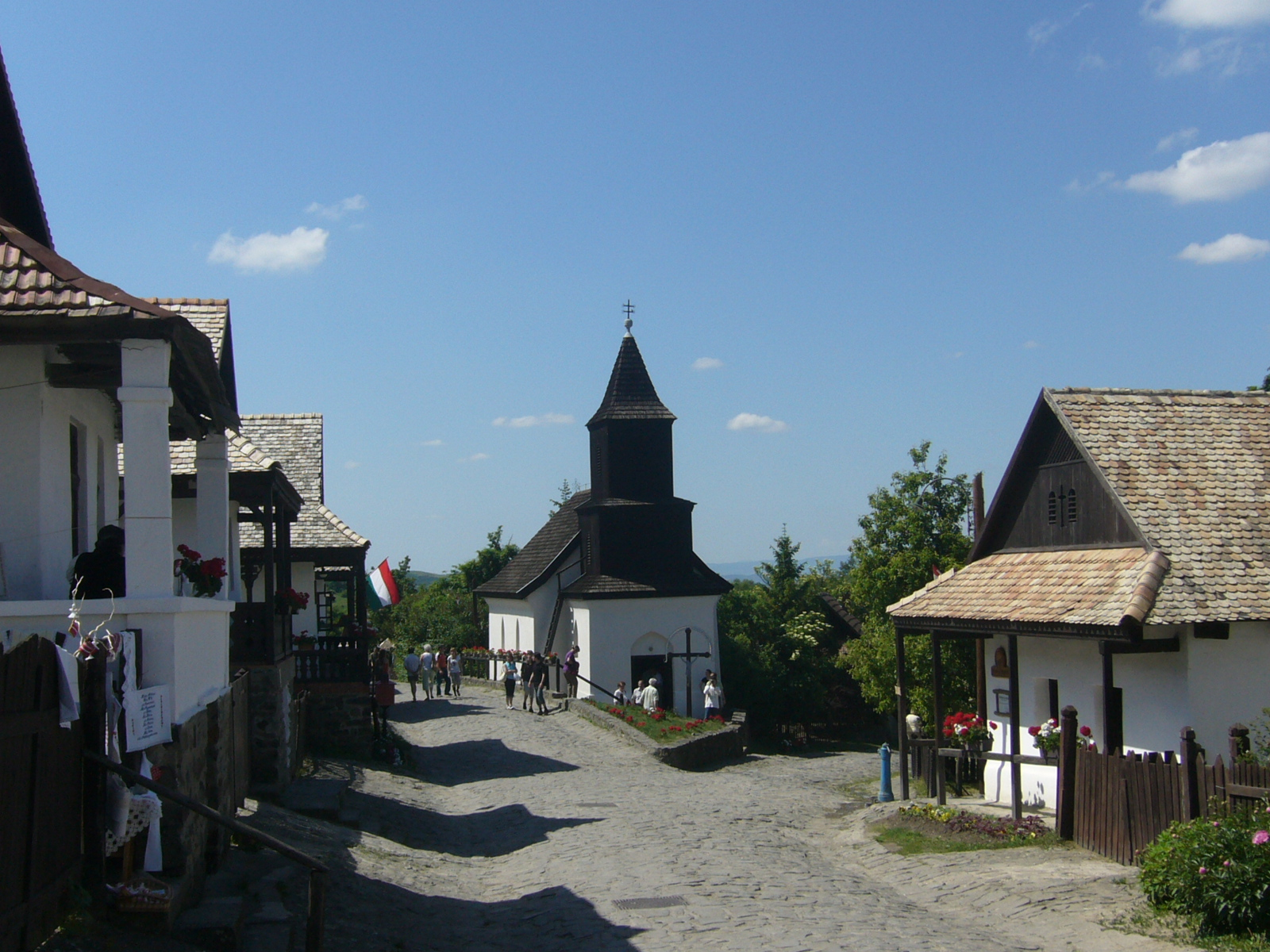
Église à Hollókő
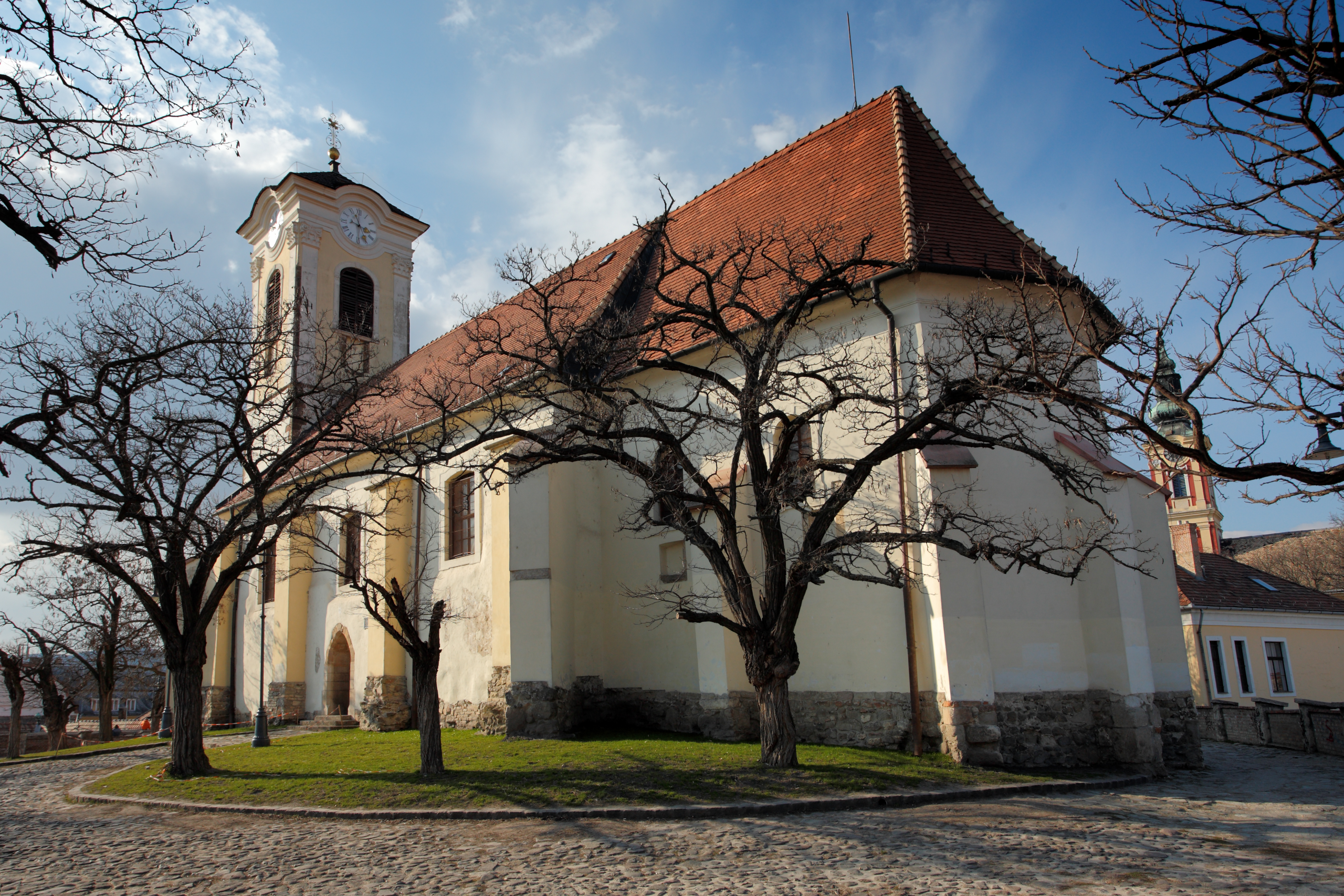
Église à Szentendre
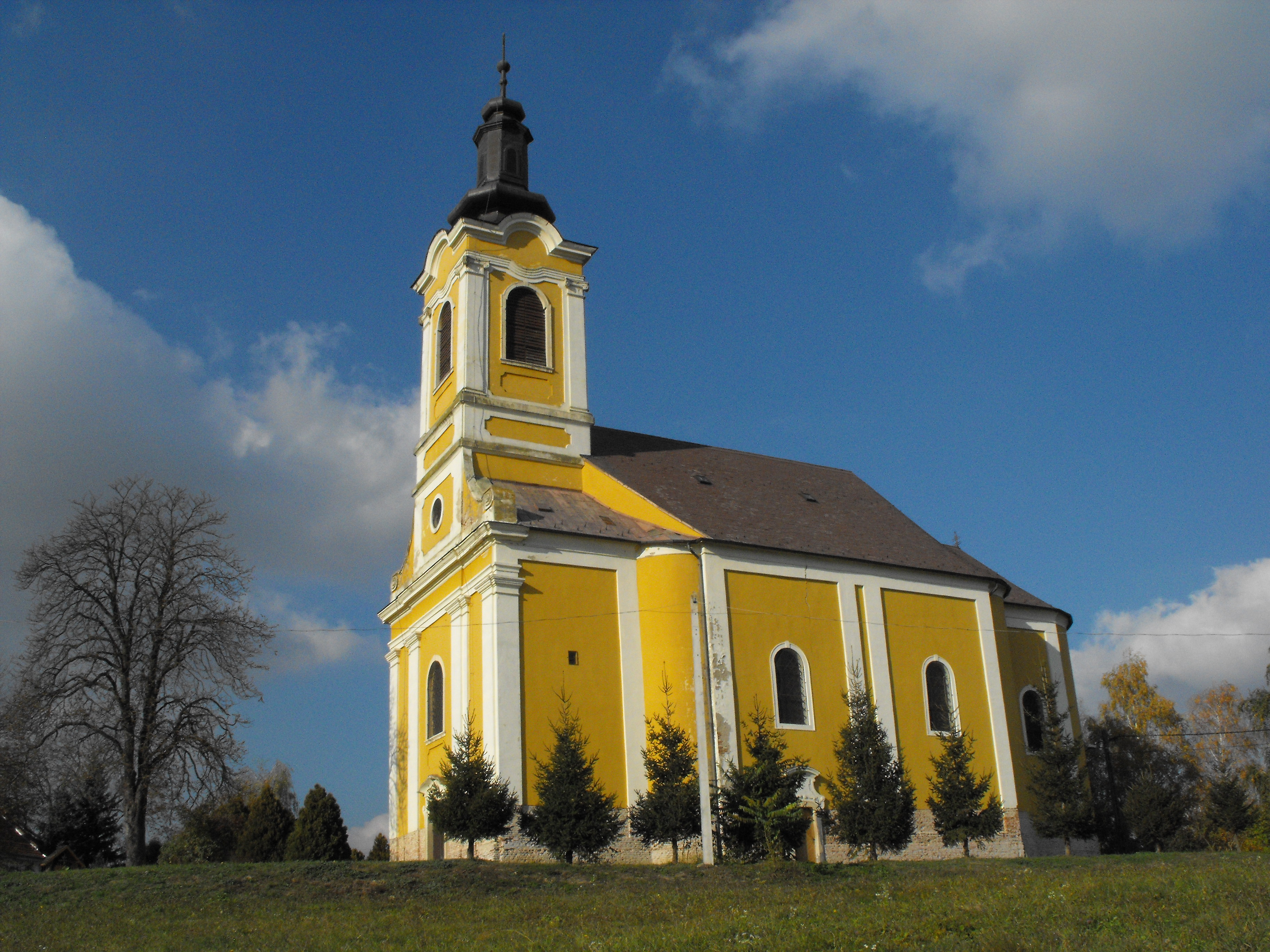
Église à Tornyiszentmiklós